# Aeolosomus
Aeolosomus là một chi bọ cánh cứng trong họ 
Elateridae.
Chi này được miêu tả khoa học năm 1982 bởi Dolin.

## Các loài
Chi này có các loài:
- Aeolosomus rossii (Germar, 1844)